# Vrbjani
Vrbjani (makedonska: Врбјани) är en ort i Nordmakedonien.   Den ligger i kommunen Krivogaštani, i den centrala delen av landet, 70 kilometer söder om huvudstaden Skopje. Vrbjani ligger 600 meter över havet och antalet invånare är 431.